# Aphiura palpalis
Aphiura palpalis är en tvåvingeart som beskrevs av Borgmeier 1963. Aphiura palpalis ingår i släktet Aphiura och familjen puckelflugor. Inga underarter finns listade i Catalogue of Life.